# Sultan Ibraghimov
Sultan-Ahmed Magomedsalihovici Ibraghimov (în rusă Султан-Ахмед Магомедсалихович Ибрагимов; n. 8 martie 1975, Tlyaratinsky District⁠(d), RSFS Rusă, URSS) este un sportiv rus, fost campion mondial WBO de box la categoria grea, cunoscut în afara Rusiei ca „Sultan”. Titlul de campion l-a pierdut în meciul cu Vladimir Kliciko, fratele lui Vitali Kliciko.

## Rezultate în boxul profesionist
| Rez.       | Rezultat general | Adversar           | Tip | Runda, timp   | Data       | Locație                                                           | Note |
| ---------- | ---------------- | ------------------ | --- | ------------- | ---------- | ----------------------------------------------------------------- | --- |
| Înfrângere | 22–1–1           | Wladimir Klitschko | UD  | 12            | 2008-02-23 | Madison Square Garden, New York City, New York, US                | Lost WBO heavyweight title; For IBF and IBO heavyweight titles                                                 |
| Victorie   | 22–0–1           | Evander Holyfield  | UD  | 12            | 2007-10-13 | Megasport Arena, Moscova, Rusia                                   | Retained WBO heavyweight title                                                                                 |
| Victorie   | 21–0–1           | Shannon Briggs     | UD  | 12            | 2007-06-02 | Boardwalk Hall, Atlantic City, New Jersey, US                     | Won WBO heavyweight title                                                                                      |
| Victorie   | 20–0–1           | Javier Mora        | TKO | 1 (10), 0:46  | 2007-03-10 | Madison Square Garden, New York City, New York, US                | |
| Remiză     | 19–0–1           | Ray Austin         | SD  | 12            | 2006-07-28 | Seminole Hard Rock Hotel and Casino, Hollywood, Florida, US       | |
| Victorie   | 19–0             | Lance Whitaker     | TKO | 7 (12), 2:01  | 2005-12-15 | Seminole Hard Rock Hotel and Casino, Hollywood, Florida, US       | Retained WBO Asia Pacific heavyweight title                                                                    |
| Victorie   | 18–0             | Friday Ahunanya    | TD  | 9 (12)        | 2005-09-16 | The Arena at Gwinnett Center, Duluth, Georgia, US                 | Retained WBO Asia Pacific heavyweight title; Unanimous TD after Ahunanya was cut from an accidental head clash |
| Victorie   | 17–0             | Andy Sample        | TKO | 1 (12), 2:47  | 2005-06-24 | The Orleans, Paradise, Nevada, US                                 | Retained WBO Asia Pacific heavyweight title                                                                    |
| Victorie   | 16–0             | Zuri Lawrence      | TKO | 11 (12), 0:32 | 2005-04-22 | Tropicana Casino & Resort, Atlantic City, New Jersey, US          | Retained WBO Asia Pacific heavyweight title                                                                    |
| Victorie   | 15–0             | Al Cole            | TKO | 3 (12), 1:46  | 2005-03-03 | The Theater at Madison Square Garden, New York City, New York, US | Retained WBO Asia Pacific heavyweight title                                                                    |
| Victorie   | 14–0             | James Walton       | TKO | 6 (12), 3:00  | 2004-12-11 | Atlantic Oceana Hall, New York City, New York, US                 | Retained WBO Asia Pacific heavyweight title                                                                    |
| Victorie   | 13–0             | Najee Shaheed      | KO  | 3 (12), 2:45  | 2004-10-16 | Ovation Club, Boynton Beach, Florida, US                          | Won vacant WBO Asia Pacific heavyweight title                                                                  |
| Victorie   | 12–0             | Onebo Maxime       | TKO | 5 (8), 2:13   | 2004-08-28 | Ovation Club, Boynton Beach, Florida, US                          | |
| Victorie   | 11–0             | Alexey Osokin      | UD  | 8             | 2004-03-10 | Crystal Casino, Moscova, Rusia                                    | |
| Victorie   | 10–0             | Piotr Sapun        | KO  | 1 (8)         | 2004-01-29 | Centr na Tulskoy, Moscova, Rusia                                  | |
| Victorie   | 9–0              | Sedrak Agagulyan   | TKO | 1 (8)         | 2003-09-12 | Sports Palace Yunost, Donetsk, Ucraina                            | |
| Victorie   | 8–0              | Marcus McGee       | TKO | 8 (8)         | 2003-06-06 | KSK "Express", Rostov-pe-Don, Rusia                               | |
| Victorie   | 7–0              | Carlos Barcelete   | KO  | 3 (6)         | 2003-04-22 | Casino Kamilla, Moscova, Rusia                                    | |
| Victorie   | 6–0              | Chad Butler        | UD  | 6             | 2003-03-26 | Convention Center, Coconut Grove, Florida, US                     | |
| Victorie   | 5–0              | Lincoln Luke       | RTD | 2 (4), 3:00   | 2002-12-20 | American Airlines Arena, Miami, Florida, US                       | |
| Victorie   | 4–0              | Clarence Goins     | TKO | 1 (4), 1:36   | 2002-12-06 | Palladium Athletic Village, Davie, Florida, US                    | |
| Victorie   | 3–0              | Leroy Hollis       | TKO | 1 (4), 2:30   | 2002-10-18 | Hard Rock Cafe, Orlando, Florida, US                              | |
| Victorie   | 2–0              | John Phillips      | TKO | 1 (4), 1:26   | 2002-06-07 | DeSoto Civic Center, Southaven, Mississippi, US                   | |
| Victorie   | 1–0              | Tracy Williams     | KO  | 1 (4), 1:19   | 2002-02-25 | Tennis Center, Delray Beach, Florida, US                          | Professional debut                                                                                             |